# Екатерина Иоанновна
О княжне императорской крови (1915—2007) см. Романова, Екатерина Иоанновна
Царевна Екате́рина Ива́новна или Иоа́нновна (29 октября (8 ноября) 1691, Москва — 14 (25) июня 1733, Санкт-Петербург) — дочь царя Ивана V Алексеевича и царицы Прасковьи Фёдоровны Салтыковой, старшая сестра императрицы Анны Иоанновны, племянница императора Петра I, в замужестве герцогиня Мекленбург-Шверинская. Мать правительницы (регента) Российской империи Анны Леопольдовны и бабушка императора Иоанна VI.

## Ранняя жизнь
Родилась в Москве и была крещена в Чудовом монастыре. Второй в роду получила имя Екатерина — в честь тётки по отцу царевны Екатерины Алексеевны. Её крёстными были дядя Пётр I и двоюродная бабка царевна Татьяна Михайловна.
Была любимой дочерью царицы Прасковьи и старшим выжившим её ребёнком. Детство её прошло в Измайлове, старой вотчине её деда царя Алексея Михайловича. Как и младших сестёр — Анну и Прасковью — её обучали немецкому и французскому языкам, танцам и хорошим манерам. Учителями были Остерман Иван Иванович (Иоганн-Христофор-Дитрих) (старший брат будущего вице-канцлера) и француз Этьен Рамбур. Екатерина была гораздо способнее своих сестёр. В 1708 году вся семья перебралась в Петербург.

## Замужество
По отзывам современников, она была полной, небольшого роста, белолицей и темноволосой. Не считаясь красавицей, она обращала на себя внимание общительностью и доброжелательностью.
По желанию Петра I в 1716 году вышла замуж за герцога Мекленбург-Шверинского Карла Леопольда. Этот брак был вызван политическими соображениями — Пётр хотел союза с Мекленбургом для охраны от шведов морского торгового пути. Предполагалось использовать портовые города Мекленбурга как стоянку для русского флота, а также обеспечить возможность продажи в княжестве русских товаров. Сначала Карл Леопольд сватался за сестру Екатерины Анну, вдовствующую герцогиню Курляндскую, но позже Пётр назначил ему невестой именно Екатерину.
Бракосочетание состоялось в апреле в Данциге. Согласно брачному договору, герцог обязался обеспечить своей супруге свободное отправление православной службы и выплачивать ей по 6000 ефимков шкатульных денег в год. Петр I обязался, со своей стороны, содействовать завоеванию для герцога города Висмара. В 1716 году Леопольд навлёк на себя нерасположение Петра I. Потеряв престол в 1728 году, умер в крепости Дёмиц в 1747 году.
Брак Екатерины сложился неудачно. В 1722 году[уточнить] Екатерина Ивановна, не выдержав жестокого и грубого отношения супруга, вернулась вместе с дочерью в Россию. Формального развода не было, но супруги больше не виделись.

## Дальнейшая жизнь в России
В 1730 году Верховный тайный совет рассматривал кандидатуру Екатерины в качестве возможной претендентки на трон — ведь она была старшей дочерью царя Иоанна V Алексеевича — но она была отклонена из-за опасения вмешательства в государственные дела России её супруга, а также из-за слишком независимого и своенравного характера самой герцогини. В результате императрицей была избрана её младшая сестра, которую на тот момент верховники считали более послушной.
Екатерина Иоанновна сыграла не последнюю роль в событиях 25 февраля (8 марта) 1730 года, когда большая группа дворянства (по разным сведениям от 150 до 800), в числе которых было много гвардейских офицеров, явилась во дворец и подала челобитную Анне Иоанновне. В челобитной выражалась просьба императрице совместно с дворянством заново рассмотреть форму правления, которая была бы угодна всему народу. Анна колебалась, но её сестра Екатерина решительно заставила императрицу подписать челобитную. Представители дворянства недолго совещались и в 4 часа дня подали новую челобитную, в которой просили императрицу принять полное самодержавие, а пункты «Кондиций» уничтожить, что и было выполнено.
Екатерина Ивановна держала при своём дворе один из первых в России театров из крепостных актёров. Тайно сожительствовала с офицером флота князем Михаилом Белосельским, который через три года после её смерти за нескромные рассказы о покойной царевне был сослан на Урал.

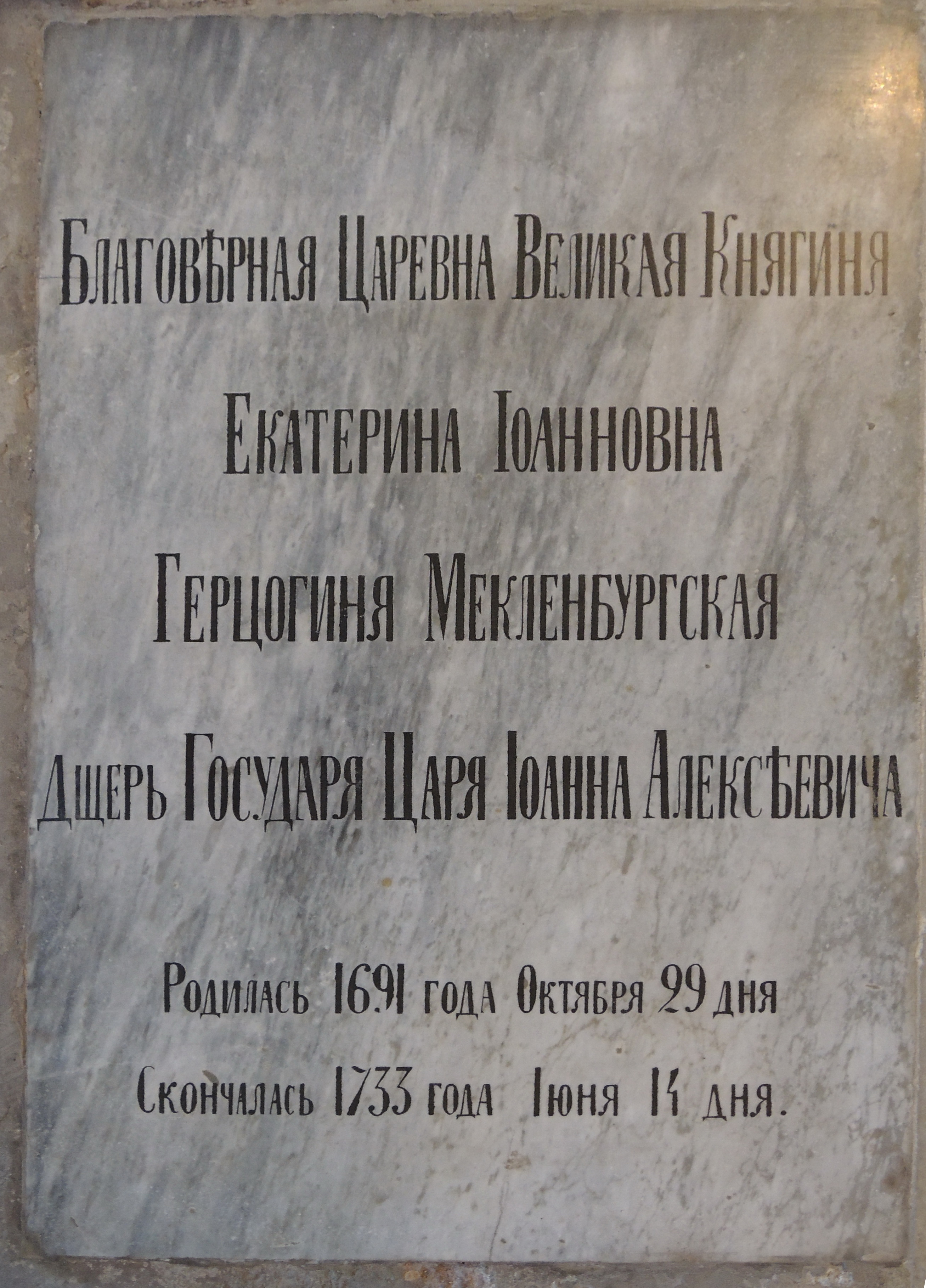

12 (23) мая 1733 года Екатерина присутствовала на торжественной церемонии, на которой её дочь приняла православие и новое имя — Анна Леопольдовна. Однако через месяц Екатерина умерла и была похоронена рядом с матерью в Александро-Невской лавре (Благовещенская церковь Александро-Невской лавры).

## Брак и дети
Муж: с 8 (19) апреля 1716 года, Данциг (Гданьск), Карл Леопольд (1678—1747), герцог Мекленбург-Шверина в 1713—1728.
Дочь:
- Елизавета Катарина Кристина (7 (18) декабря 1718 — 8 (19) марта 1746), 12 (23) мая 1733 года приняла православие и получила имя Анна Леопольдовна; муж: с 1739 герцог Антон Ульрих Брауншвейгский. Анна Леопольдовна была правительницей (регентшей) Российской империи с 9 (20) ноября 1740 по 25 ноября (6 декабря) 1741 года при своём сыне — малолетнем императоре Иване VI.